# 북노리층
북노리층(北老里層, Buknori Formation)은 대한민국 옥천 습곡대 내 제천시 한수면 북노리를 표식지로 하여 충청북도 제천시와 충주시 남동부에 분포하는 옥천 누층군의 함력천매암질암 변성퇴적암 지층이다.

## 개요
충주 지질도폭(1965)에서는 옥천 누층군을 밑에서부터 시대 미상의 고운리층, 서창리층, 계명산층, 향산리 돌로마이트질 석회암층, 대향산 규암층, 북노리층, 명오리층, 황강리층, 문주리층으로 구분하고 고운리층은 오르도비스기의 조선 누층군으로 간주하였다. 황강리 지질도폭(1965)에서는 옥천 누층군을 밑에서부터 북노리층, 명오리층, 황강리층, 문주리층으로 구분하고 서창리층은 조선 누층군 및 옥천 누층군과 부정합 관계에 있는 별개의 지층으로, 옥천 누층군은 조선 누층군보다 아래에 있는 것으로 해석하였다.
김옥준(1968)은 충주시-문경시 지역의 옥천 누층군을 밑에서부터 계명산층, 향산리 돌로마이트층, 대향산 규암층, 문주리층, 황강리층으로 구분하였고, 명오리층과 북노리층은 황강리층의 일부인 것으로 보았다.
이민성 외(1998)에 의하면 북노리층과 그 상부의 황강리층은 빙하 기원의 해석 다이아믹타이트(diamictite)로 해석되며 규암과 석회암 쇄설물(클라스트; Clast)을 포함하고 있다. 북노리층에는 층리가 없으나 쇄설물의 배열로부터 층리면으로 보이는 구조가 발달한다. 이 층리면의 평균적인 주향은 북동 45°, 경사는 북서 55°이다. 지층의 두께는 약 200 m이다.

## 제천시
제천 지질도폭(1967)에 의하면 북노리층은 옥천 누층군 최하부의 지층으로 서창리층을 부정합으로 덮으며 관봉 단층 동부에 남-북 방향으로 길쭉하고 좁게 대상 분포한다. 분포지 남부와 북부에서는 북북서와 북북동 주향의 단층에 의해 서창리층과 접하고 분포가 중단된다.

## 충주시
충주 지질도폭(1965)에 의하면 북노리층은 옥천 누층군의 최하부로 적보산(698.7 m) 북측 사면에 북동 주향의 세곡 단층에 의해 서창리층과 접한다. 본 지층은 주로 암회색 석회질함력천매암으로 구성되며 1 cm 내외의 역은 석회암과 규암으로 구성된다. 본 지층 최상부에서는 두께 15~20 m의 백색 세립결정질석회암이 협재된다. 지층의 주향은 북동 60°, 경사는 남동 70°이다.
황강리 지질도폭(1965)에 의하면 북노리층(PZocp)은 옥천 누층군의 최하부로 함력천매암질암으로 구성되며 관봉 단층 서측에서 북노리를 중심으로 북동-남서 방향으로 분포하며 관봉 단층 동측에서 용곡리에서 수산리까지 남-북 방향으로 분포한다. 전자의 경우 적보산~대미산 부근에서 제천시 한수면 서창리까지 북동 30~40°주향으로 발달하고 북서쪽으로 45~60°경사지나 국부적으로 남서 20°의 경사를 가지며, 최상부에 두께 15~20 m의 연속적인 백색 석회암 지층(lst)이 존재한다. 본 지층은 각섬암(후자만)과 서창리층을 부정합으로 덮으며 적보산-살미면 신당리 간 지역에서는 북동 40°주향의 세곡 단층에 의해, 한수면 서창리 북부에서 관봉 단층에 의해 서창리층과 접한다.

## 사진
제천시의 북노리층
- 북위 37° 00′ 36.8″ 동경 128° 05′ 51.4″ / 북위 37.010222°  동경 128.097611°
- 북위 37° 00′ 38.4″ 동경 128° 05′ 49.4″ / 북위 37.010667°  동경 128.097056°
- 북위 37° 00′ 38.4″ 동경 128° 05′ 49.4″ / 북위 37.010667°  동경 128.097056°
- 북위 37° 00′ 40.3″ 동경 128° 05′ 47.4″ / 북위 37.011194°  동경 128.096500°
- 북위 37° 00′ 40.4″ 동경 128° 05′ 47.3″ / 북위 37.011222°  동경 128.096472°
- 북위 37° 00′ 40.4″ 동경 128° 05′ 46.9″ / 북위 37.011222°  동경 128.096361°
- 북위 37° 00′ 40.6″ 동경 128° 05′ 46.7″ / 북위 37.011278°  동경 128.096306°
- 북위 37° 00′ 40.8″ 동경 128° 05′ 46.6″ / 북위 37.011333°  동경 128.096278°

## 같이 보기
- 옥천 누층군
- 향산리 돌로마이트질 석회암층
- 서창리층
- 황강리층
- 제천시의 지질
- 충주시의 지질